# Astrostephane acanthogenys
Astrostephane acanthogenys is een elfarmige zeester uit de familie Brisingidae.
De wetenschappelijke naam van de soort werd, als Brisinga acanthogenys, in 1916 gepubliceerd door Walter Kenrick Fisher. De soort werd door hem beschreven aan de hand van materiaal dat bij een tocht met het Amerikaanse onderzoeksschip Albatross tussen 1907 en 1910 was opgedregd van een diepte van 172 vadem (315 meter) in de monding van de Golf van Lingayen.